# In My Lifetime, Vol. 1
In My Lifetime, Vol. 1 è il secondo album del rapper statunitense Jay-Z, pubblicato nel 1997 da Roc-A-Fella e Def Jam.

## Descrizione e ricezione
| Recensione       | Giudizio |
| ---------------- | -------- |
| AllMusic         | [ 1 ]    |
| Robert Christgau | **       |
| Spin             | [ 5 ]    |
| RapReviews       | [ 6 ]    |

Gli ospiti del secondo disco di Jay-Z sono Foxy Brown, Lil' Kim, Puff Daddy, Blackstreet, Babyface, Teddy Riley e Too $hort. La maggior parte della produzione è riservata al team The Hitmen della Bad Boy Records di Puff Daddy, che dà un suono più lucente, pop e commerciale rispetto al lavoro precedente di Carter: le performance dell'artista di Brooklyn salvano sempre le tracce dal diventare «totali crossover pop», inclusa The City Is Mine prodotta da Teddy Riley, grazie al suo rapping. I produttori di Reasonable Doubt come DJ Premier (elogiato dai critici) e Ski Beatz sono accantonati, ma anche per via del loro timbro (oltre a loro, spiccano Buckwild e i Trackmasters), musicalmente il disco resta a New York.
Le rime e il rapping dell'artista sono elogiati, mentre la produzione di Combs è accolta negativamente dai critici musicali.
Jay-Z unisce abilmente gangsta rap e pop, abbandonando il tema mafioso rap che aveva caratterizzato il suo primo album per argomenti più «jiggy» e più personali, bilanciandosi tra il poeta del ghetto di Reasonable Doubt e il rapper emergente nel gioco. Eletto come «miglior MC vivo» dalla rivista specializzata XXL, e proclamatosi «miglior rapper della East Coast», il disco ne mostra le qualità elevandolo a possibile erede di Notorious B.I.G. e 2Pac.
All'inizio di marzo 1997, Jay-Z prevede di far uscire un EP in seguito al successo critico del suo primo album. Colpito dalla morte di Notorious B.I.G., abbandona l'idea dell'EP e inizia a lavorare sul suo secondo album in studio. Uno dei primi argomenti trattati dall'artista nel corso dell'album è il successo commerciale, tema di moda nell'hip hop di metà anni novanta: Reasonable Doubt, infatti, non era riuscito ad arrivare alla certificazione d'oro nonostante il singolo Ain't No Nigga avesse raggiunto il mezzo milione di copie negli Stati Uniti. Secondo Steve Juon di RapReviews, la causa dell'insuccesso di vendite dell'album d'esordio è da attribuirsi ai dirigenti della Priority Records, incapaci di gestire l'artista con profitto.
Il rapper chiama Hype Williams per dirigere i suoi video musicali ed estrae tre singoli, che però non fanno breccia nelle classifiche di Billboard. Nella sua prima settimana l'album debutta al terzo posto nella Billboard 200 vendendo 138 000 copie fisiche, cifra sotto gli standard previsti da Carter. Il disco è stroncato dalla maggior parte dei critici contemporanei, raggiungendo la certificazione di platino nel febbraio 1999. Inoltre, sancisce l'unione permanente tra la Roc-A-Fella di Jay-Z e la Def Jam Recordings.

## Tracce
1. Intro / A Million And One Questions / Rhyme No More – 3:21 – DJ Premier
2. The City Is Mine (featuring Blackstreet) – 4:02 – Riley
3. I Know What Girls Like (featuring Puff Daddy & Lil' Kim) – 4:50 – Puffy, Amen-Ra
4. Imaginary Player – 3:57 – Prestige
5. Streets Is Watching – 3:58 – Ski
6. Friend or Foe '98 – 2:09 – DJ Premier
7. Lucky Me – 5:00 – Stevie J, Buckwild
8. (Always Be My) Sunshine (featuring Babyface & Foxy Brown) – 4:43 – Prestige
9. Who You Wit II – 4:29 – Ski
10. Face Off (featuring Sauce Money) – 3:31 – Poke and Tone
11. Real Niggaz (featuring Too $hort) – 5:07 – Dent
12. Rap Game / Crack Game – 2:40 – Big Jaz
13. Where I'm From – 4:26 – Ron Lawrence, D-Dot
14. You Must Love Me – 5:47 – Myrick

1. Wishing on a Star (D'Influence Remix) – 5:54
2. Wishing on a Star (Trackmasters Remix) – 3:55 – Trackmasters

Note
- In The City Is Mine Chad Hugo suona il sassofono.
- I Know What Girls Like presenta la voce aggiuntiva di Earth.
- Lucky Me presenta la voce aggiuntiva di Karen Anderson.
- You Must Love Me presenta la voce aggiuntiva di Kelly Price.
- Wishing on a Star presenta la voce aggiuntiva di Gwen Dickey.

## Classifiche

### Classifiche settimanali
| Classifica (1997)         | Posizione massima |
| ------------------------- | ----------------- |
| Regno Unito               | 78                |
| Stati Uniti               | 3                 |
| US Top R&B/Hip-Hop Albums | 2                 |

### Classifiche di fine anno
| Classifica (1997)         | Posizione massima |
| ------------------------- | ----------------- |
| US Top R&B/Hip-Hop Albums | 85                |
| Classifica (1998)         | Posizione massima |
| Stati Uniti               | 150               |